# Okean Eljzy
Okean Eljzy (ukr. Океан Ельзи) je jedan od poznatijih rock glazbenih sastava iz Ukrajine. Sastav su 1994. osnovala četiri mladića u gradu Ljvivu, a do danas ga predvodi pjevač grupe Svjatoslav Vakarčuk. 
Sastav je poprilično poznat u svim državama ZND-a, a u posljednje vrijeme je sve popularniji u središnjoj Europi, posebno Poljskoj. Godine 2007. Okean Eljzy je dobio glazbenu nagradu od FUZZ magazina za "Najbolji rock nastup". 

## Aktivni članovi sastava
- 1. Svjatoslav Vakarčuk — vokal (1994)
- 2. Petro Černjavskij — gitara (2005)
- 3. Denis Dudko — bas (2004)
- 4. Miloš Jelić — klavir, sintisajzer (2004)
- 5. Denis Hlinin — bubnjevi (1994)

## Bivši članovi sastava
- 1. Pavlo Gudimov — gitara (1994-2005)
- 2. Jurij Huštočka — bas (1994-2004)
- 3. Dmitro Shurov — klavir, sintisajzer (2000-2004)

## Glazbeni albumi
- 1. 1998. - "Tam, de nas nema" (Tamo, gdje nas nema)
- 2. 2000 - "Ya na nebi buv" (Na nebu sam bio)
- 3. 2001 - "Model" (Model)
- 4. 2003 - "Super symetriya" (Super simetrija)
- 5. 2005 - "GLORIA"
- 6. 2007 - "Mira" (Mjera)
- 7. 2010. - "Dolce Vita" (Slatki život)

## Vanjske poveznice
- Službene stranice sastava  Arhivirana inačica izvorne stranice od 8. srpnja 2010. (Wayback Machine)
- Zabavna stranica Svjatoslava Vakarčuka  Arhivirana inačica izvorne stranice od 30. prosinca 2008. (Wayback Machine)